# دينامو ستافروبول
دينامو ستافروبول هو نادي كرة قدم روسي أٌسس عام 1924. يلعب النادي في دوري كرة القدم الروسي للمحترفين ‏.